# Kavminvodyavia
Kavminvodyavia era uma companhia aérea com sede em Cáucaso, Rússia. Sua base principal era o Aeroporto Mineralnye Vody.

## História

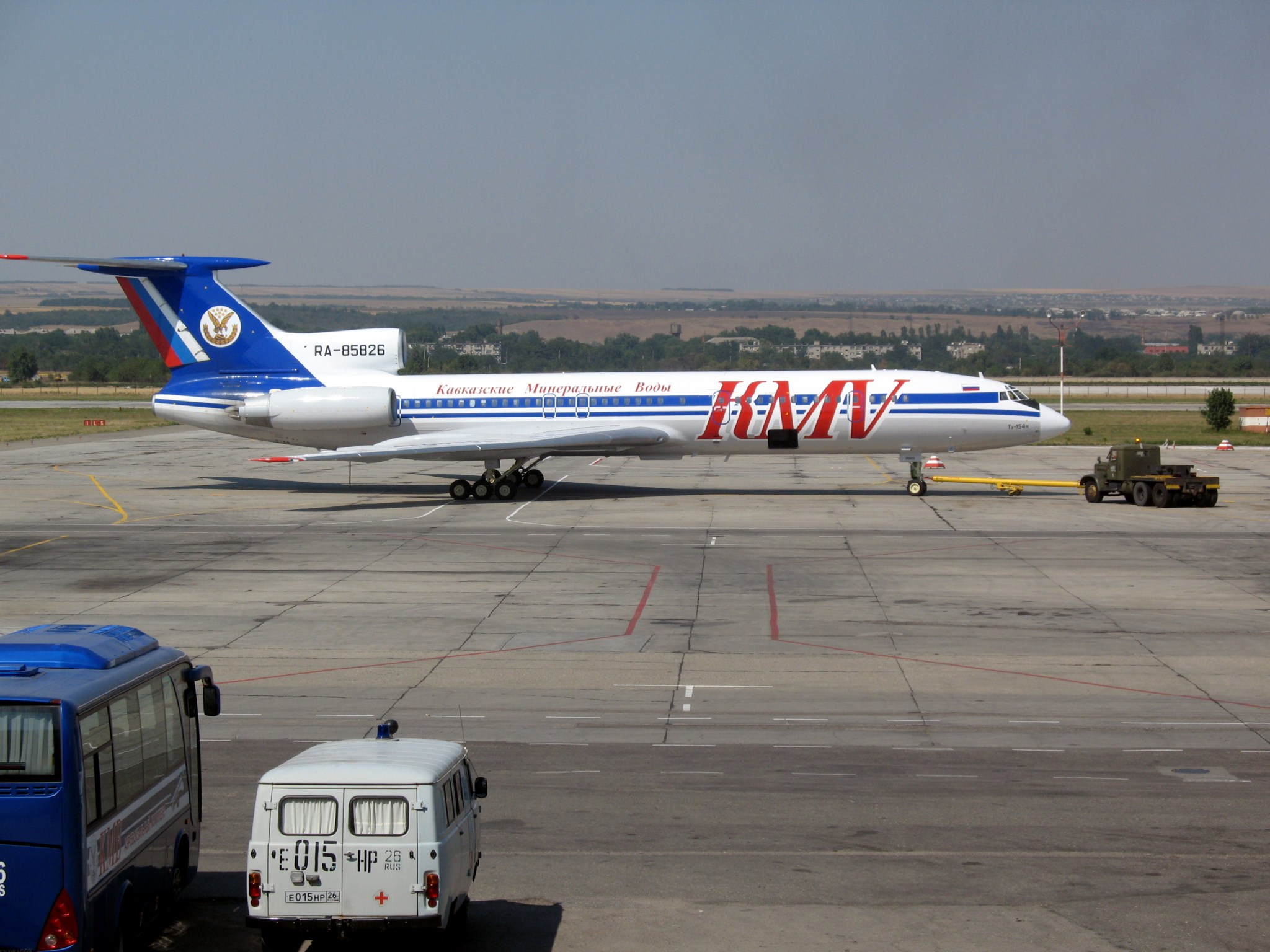
Um Tupolev Tu-154 da Kavminvodyavia em 2007

A companhia aérea foi fundada em 1961 como Mineralnye Vody Aviation Group. Seu primeiro destino internacional foi Berlim em 1980. Ela foi reorganizada novamente em 1995 na State United Venture Kavminvodyavia. A companhia aérea comprou vários Tupolev Tu-204 em 1997.
A companhia aérea encerrou as operações em 1 de outubro de 2011.

## Frota

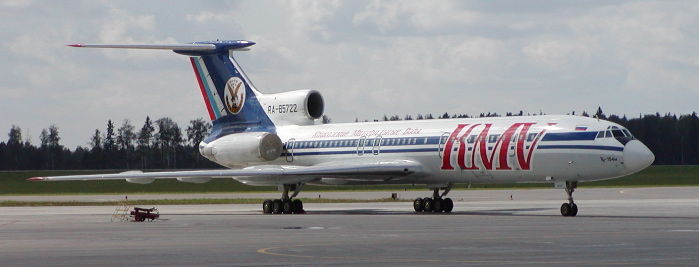
Um Tupolev Tu-154 da Kavminvodyavia

A frota da Kavminvodyavia consistia nas seguintes aeronaves (Abril de 2011):
| Aeronaves          | Em Serviço | Ordens | Passageiros | Notas |
| ------------------ | ---------- | ------ | ----------- | ----- |
| Tupolev Tu-154M    | 8          | 1      | 132-165     |       |
| Tupolev Tu-204-100 | 2          | 2      | 192         |       |
| Total              | 10         | 3      |             |       |